# Lista över postkoder i Kina
Postkoder (邮政编码 yóu zhèng biān mǎ or 邮编 yóu biān) i  Folkrepubliken Kina består av sex-siffriga tal.
Detta är en ofullständig lista (provinciella huvudstäder, kommuner) :
- 010000 Hohhot
- 030000 Taiyuan
- 050000 Shijiazhuang
- 100000 Peking
- 110000 Shenyang
- 116000 Dalian
- 130000 Changchun
- 150000 Harbin
- 200000 Shanghai
- 210000 Nanjing
- 230000 Hefei
- 250000 Jinan
- 266000 Qingdao
- 300000 Tianjin
- 310000 Hangzhou
- 315000 Ningbo
- 330000 Nanchang
  - 342600 Huichang
- 350000 Fuzhou
- 361000 Xiamen
- 400000 Chongqing
- 410000 Changsha
- 430000 Wuhan
- 450000 Zhengzhou
- 510000 Guangzhou
  - 514500 Xingning
  - 518000 Shenzhen
- 530000 Nanning
- 550000 Guiyang
- 570000 Haikou
- 610000 Chengdu
- 630000 tidigare Chongqing?
- 650000 Kunming
- 710000 Xi'an
- 730000 Lanzhou
- 750000 Yinchuan
- 810000 Xining
- 830000 Urumqi
- 850000 Lhasa

- 000000–009999 (reservad för Taiwan)
- 010000–029999 (Inre Mongoliet)
- 030000–049999 (Shanxi)
- 050000–079999 (Hebei)
- 100000–109999 (Beijing; 102800 är Hebei)
- 110000–129999 (Liaoning)
- 130000–139999 (Jilin; 137400, 137500, 137600 är Inre Mongoliet)
- 150000–169999 (Heilongjiang; 162600, 162700, 162800 är Inre Mongoliet)
- 200000–209999 (Shanghai; 202400 är Zhejiang)
- 210000–229999 (Jiangsu)
- 230000–249999 (Anhui)
- 250000–279999 (Shandong)
- 300000–309999 (Tianjin)
- 310000–329999 (Zhejiang)
- 330000–349999 (Jiangxi)
- 350000–369999 (Fujian)
- 400000–409999 (Chongqing)
- 410000–429999 (Hunan)
- 430000–449999 (Hubei)
- 450000–479999 (Henan)
- 510000–529999 (Guangdong)
- 530000–549999 (Guangxi)
- 550000–569999 (Guizhou)
- 570000–579999 (Hainan)
- 610000–649999 (Sichuan; 617300 är Yunnan; 624700 är Qinghai)
- 650000–679999 (Yunnan)
- 710000–729999 (Shaanxi)
- 730000–749999 (Gansu; 735400 och 737300 är Inre Mongoliet)
- 750000–759999 (Ningxia; 750300 är Inre Mongoliet)
- 810000–819999 (Qinghai)
- 830000–849999 (Xinjiang)
- 850000–859999 (Autonoma regionen Tibet)